# Drive (film, 1998)
Drive är en amerikansk långfilm från 1998 i regi av Steve Wang, med Mark Dacascos, Kadeem Hardison, John Pyper-Ferguson och Brittany Murphy i rollerna.

## Handling
Toby Wong (Mark Dacascos) är på omöjligt uppdrag i kampsportens namn. Med en bio-energi-modul på bröstet, blir Tobys otroliga kunskaper i kampsport rent övermänskliga, det enda problemet är att han inte vill ha den makten.
Nu kan bara en armé stoppa honom. Och det är precis vad han har efter sig. Efter det att han lyckats undkomma en mobb av legoknektar, beväpnade till tänderna, måste Toby ta en gisslan som kan föra honom till Los Angeles.

## Rollista
| Mark Dacascos       | – Toby Wong          |
| Kadeem Hardison     | – Malik Brody        |
| John Pyper-Ferguson | – Vic Madison        |
| Brittany Murphy     | – Deliverance Bodine |
| Tracey Walter       | – Hedgehog           |
| James Shigeta       | – Mr. Lau            |
| Masaya Katô         | – Advanced Model     |
| Dom Magwili         | – Mr. Chow           |
| Ron Yuan            | – Razor Scarred      |
| Clive Rosengren     | – Cantwell           |